# Veliko Selce
Veliko Selce es una localidad de Croacia en el municipio de Skrad, condado de Primorje-Gorski Kotar.

## Geografía
Se encuentra a una altitud de 762 m s. n. m. a 121 km de la capital nacional, Zagreb.

## Demografía
En el censo 2011 el total de población de la localidad fue de 73 habitantes.
| Gráfica de población de Veliko Selce 1857-2011                      |
|                                                                     |
| Según los censos de población de la oficina estadística de Croacia. |